# Anda Onesa
Anda Onesa (n. 21 mai 1960, Pucioasa, România) este o actriță română de film.
A debutat la 17 ani în Septembrie (1978, r. Timotei Ursu), când încă nu terminase liceul, după ce făcuse anterior figurație în filmul E-atît de-aproape fericirea (1978). Actriță fără studii de specialitate (a terminat Facultatea de Filosofie din București în 1983), apare într-o serie de filme românești din anii'70-'80, aducând un stil de joc proaspăt și devenind „un fel de Dan Nuțu feminin”. Un singur film important în care mai joacă după 1990, „Balanța” (1992, r. Lucian Pintilie). A fost căsătorită cu profesorul Adrian Firică, cu graficianul Daniel Ionescu-Dion și în prezent este căsătorită cu Arnold Lieberman.

## Viața personală
După Liceul din Pucioasa, urmează cursurile Facultății de Filosofie - absolventă 1983, fiind repartizată în Țigănești, Județul Teleorman. Rămâne 5 ani aici ca profesoară (predă desen, muzică, istorie, geografie, constituție, cunoștințe social-politice și cunoștințe economice), făcând naveta din Alexandria, unde locuia.
Din 1988 revine în București, predând la un liceu filosofia la clasa a XII-a până în 1990. 
Renunță la cariera didactică pentru a se dedica între 1990-1991 muncii în Televiziune, unde eșuează datorită unei dispute cu Mihai Tatulici.
În 1991 emigrează în Statele Unite ale Americii, căsătorindu-se cu graficianul Daniel Ionescu-Dion, de care divorțează după 5 ani. În America a învățat mai întâi engleza, pe care nu o știa. După divorțul de Daniel Ionescu în 1996, s-a angajat la o galerie de artă, unde l-a cunoscut pe actualul soț, proprietarul unui magazin de mobilă la mâna a doua, Arnold Lieberman. Au împreună doi copii: o fetiță, Clio India (n. 1998) și un băiat, Theo (n. 1988) din prima căsnicie a soțului.
A fost profesoară suplinitoare de istorie americană pentru 2 ani între 1993-1995, după care a renunțat și a urmat cursuri de vânzări imobiliare (este din 2006 agent imobiliar autorizat) și de Feng Shui (din 2007 consultant calificat).
Locuiește din 1997 cu familia într-o periferie a New Yorkului, Croton On Hudson, la 14 minute de închisoarea Sing Sing.

## Filmografie
- E-atît de-aproape fericirea (1978)
- Septembrie (1978)
- Vacanță tragică (1979)
- Duios Anastasia trecea (1980) - Premiul pentru interpretare feminină la Festivalul Internațional de Film de la Karlovy Vary 1980
- Pas în doi (1985)
- Noi, cei din linia întâi (1986) - Silvia Marinescu
- Primăvara bobocilor (1987)
- Flori de gheață (1988), r. Anghel Mora
- Balanța (1992), r. Lucian Pintilie